# Thomas Turner
Pour les articles homonymes, voir Turner.
Thomas Turner (1861-1951) est le premier professeur de métallurgie de l'Université de Birmingham, fondée en 1900. Il y fonde le département de métallurgie en 1902 et le dirige jusqu'à sa retraite, en 1926. Il a également été président de l'Institut des Minéraux.
Formé à la Royal School of Mines de Londres, il y reçoit le prix Henry De la Beche. Turner est ensuite moniteur au Mason Science College à partir de 1883, puis maître de conférences en 1887 en métallurgie, une science alors nouvelle qui « était appelée à se développer considérablement sous son impulsion pendant les quarante années suivantes ». Puis de 1894 à 1902, il devient directeur de l'Instruction Technique du comté du Staffordshire. Il quitte ce poste pour rejoindre l'Université de Birmingham en 1902.
Les travaux de Thomas Turner relatifs à l'influence du silicium dans la fonte de moulage ont été d'une importance capitale. Il est élu membre de l'Iron and Steel Institute en 1887. Pour ses recherches, il met au point en 1896 le scléromètre (du grec ancien : σκλερος signifiant "dur"), un instrument mesurant la dureté d'un matériau, et encore utilisé en minéralogie.
En 1920, un industriel de Birmingham dédia une somme d'argent à la création d'une distinction scientifique honorant son nom : le Thomas Turner Prizes for Metallurgy, pour récompenser les travaux de recherche métallurgique. En 1925, il reçoit la médaille d'or de Bessemer pour sa contribution à la métallurgie du fer.
Dans sa vie privée, il était un membre éminent de l'église christadelphe, et éditeur du Fraternal Visitor.

## Publications et œuvres
- (en) Thomas Turner (dir.), The metallurgy of iron : By Thomas Turner... : Being one of a series of treatises on metallurgy written by associates of the Royal school of mines, C. Griffin & company, limited, coll. « Griffin's metallurgical series », 1908, 3e éd., 463 p. (ISBN 1-177-69287-2 et 978-1177692878, lire en ligne)
- (en) Thomas Turner, « Alloys of Iron and Silicon », Minutes of proceedings, Institution of Civil Engineers, London,‎ 1889 (lire en ligne)
- (en) Thomas Turner, « Aluminium Steel », Minutes of proceedings, Institution of Civil Engineers, London,‎ 1890 (lire en ligne)